# 1435년

## 연호
- 명(明) 선덕(宣德) 10년
- 일본(日本) 에이쿄(永享) 7년
- 후 레 왕조(後黎朝) 티에우빈(紹平) 2년

## 기년
- 명(明) 선종 선덕제(宣宗 宣德帝) 10년
- 조선(朝鮮) 세종(世宗) 17년
- 후 레 왕조(後黎朝) 태종(太宗) 2년

## 탄생
- 조선 초기의 문신 매월당 김시습

## 사망
- 명나라의 5대 황제 선덕제

## 같이 보기
- 표준궤